# Fellipe Bastos
Fellipe Ramos Ignez Bastos (* 1. Februar 1990 in Rio de Janeiro) ist ein brasilianischer Fußballspieler.

## Karriere

### Vereine
Bastos wuchs in der Jugend von Botafogo FR auf, die er 2007 Richtung Lissabon verließ. Bevor er zu Benfica kam, wurde er allerdings schon von PSV Eindhoven getestet, welche ihn aber nicht übernahmen. In der Jugend von Benfica spielte er nur eine Saison, ehe er in den Profikader vorstieß. Doch im Profikader Benficas kam er in der Liga zur Saison 2008/09 nur zwei Mal zum Einsatz. Sein erstes Spiel für die Adler war gleichzeitig sein Profi-Debüt, welches er schon am ersten Spieltag gab. Seinen zweiten Einsatz hatte er erst am letzten Spieltag, während dessen er auch sein erstes Profitor gegen Belenenses Lissabon schoss.
Zur Saison 2009/10 wechselte der 1,78 m große Brasilianer zusammen mit dem ebenfalls bei Benfica unter Vertrag stehenden  Amerikaner Freddy Adu in Form einer Leihe zum Lokalrivalen Belenenses Lissabon. Dort kam er zu acht Ligaeinsätzen. Wegen interner Probleme endete die Leihe schon zum November 2009. Ab Februar 2010 wurde Bastos an den Schweizer Verein Servette FC Genève verliehen. Noch im selben Jahr wechselte er weiterhin auf Leihbasis für zwei Jahre zum  brasilianischen Verein CR Vasco da Gama.
Am 19. Juni 2012 wurde sein Wechsel von Benfica zum brasilianischen Verein CR Vasco da Gama offiziell bekanntgegeben. Dort unterschrieb Bastos einen Vertrag für fünf Jahre. Auch da wurde er nach nur einer Saison an diverse Vereine weiterverliehen.
Von 2015 bis 2017 spielte er in den Vereinigten Arabischen Emiraten jeweils eine Saison für al Ain Club und Baniyas SC. Im Januar 2017 kehrte er nach Brasilien zurück und unterzeichnete er bei Corinthians São Paulo. Im selben Jahr noch konnte er die Staatsmeisterschaft von São Paulo 2017 (sieben Spiele, kein Tor) und die Série A 2017 (sieben Spiele, kein Tor) gewinnen. Bereits zur Saison 2018 wurde er an Sport Recife ausgeliehen und 2019 an den CR Vasco da Gama. Anfang 2020 übernahm der Klub ihn dann fest für ein Jahr. Zum Jahresbeginn 2021 war Bastos ohne neuen Kontrakt. Dieses änderte sich erst Ende Juli des Jahres, als der Goiás EC ihn unter Vertrag nahm. Der Vertrag erhielt eine Laufzeit bis zum Ende der Série B 2021 Anfang Dezember 2021. In der Série B belegte sein Klub den zweiten Platz und schaffte den Aufstieg in die Série A 2022, hierbei bestritt Bastos 21 Spiele und erzielte ein Tor. Kurz vor Beendigung der Meisterschaft wurde sein Vertrag mit Goiás verlängert.

### Nationalmannschaft
Fellipe Bastos nahm mit der brasilianischen U-17-Nationalmannschaft an der U-17-Fußball-Weltmeisterschaft 2007 teil. Dort spielte er mit dem bekannten Brüderpaar Fábio und Rafael zusammen. Allerdings schieden sie schon im Achtelfinale gegen Ghana (0:1) aus.

## Erfolge
Benfica Lissabon
- Taça da Liga: 2008/09

CR Vasco da Gama
- Copa do Brasil: 2011
- Taça Guanabara: 2019

Corinthians São Paulo
- Staatsmeisterschaft von São Paulo: 2017
- Campeonato Brasileiro de Futebol: 2017

Goiás
- Copa Verde: 2023